# Kriúkovo (Bélgorod)
|  | Per a altres significats, vegeu «Kriúkovo». |

Kriúkovo - Крюково (rus) - és un poble de l'óblast de Bélgorod, a Rússia. El 2014 tenia 189 habitants. Pertany al districte (raion) de Stroítel.